# Samsung Galaxy Tab Pro 10.1
Samsung Galaxy Tab Pro 10.1 представляет собой планшетный компьютер с диагональю экрана 10,1 дюйма, работающий на базе операционной системы Android. Этот продукт разработан и реализуется компанией Samsung Electronics. Galaxy Tab Pro 10.1 является частью нового поколения серии Galaxy Tab от Samsung, которая включает также модели с другими размерами экрана, такие как 8,4-дюймовая модель Galaxy Tab Pro 8.4 и 12,2-дюймовые устройства Galaxy Tab Pro 12.2 и Galaxy Note Pro 12.2. Официальная презентация планшета состоялась 6 января 2014 года, а его выход на рынок США был запланирован на февраль того же года с стартовой ценой от 499 долларов.

## История разработки
Анонс Galaxy Tab Pro 10.1 прошел 6 января 2014 года. Планшет был представлен на выставке Consumer Electronics Show (CES) 2014 в Лас-Вегасе, где также были продемонстрированы Galaxy Note Pro 12.2, Tab Pro 12.2 и Tab Pro 8.4. В международную продажу устройство поступило 6 марта 2014 года.

## Характеристики и функции
Galaxy Tab Pro 10.1 был запущен с предустановленной версией Android 4.4.2 KitKat и включает в себя пользовательский интерфейс TouchWiz UX от Samsung. Помимо стандартного набора приложений от Google, в планшете имеются и собственные приложения Samsung, такие как ChatON, S Suggest, S Voice, Smart Remote (Peel) и All Share Play.
Планшет доступен в двух вариантах: только с Wi-Fi и с поддержкой 4G/LTE и Wi-Fi. Объем встроенной памяти варьируется от 16 ГБ до 32 ГБ в зависимости от модели (на данный момент 32 ГБ еще не выпущены, и информация о дате их выхода отсутствует). Устройство имеет слот для карт памяти формата microSDXC, что позволяет расширить память. Экран Galaxy Tab Pro 10.1 выполнен в формате WQXGA TFT с разрешением 2560x1600 пикселей и плотностью 299 ppi. В планшете установлены 2-мегапиксельная фронтальная камера и 8-мегапиксельная основная камера, которая поддерживает запись видео в высоком разрешении.